# Куп Мађарске у фудбалу 1995/96.
Куп Мађарске у фудбалу 1995/96. (мађ. 1995–1996-оs magyar labdarúgókupa) је било 56. издање серије, на којој је екипа Кишпешта тријумфовала по 5. пут.

## Четвртфинале[3]
Четвртфиналне утакмице су игране по систему једна утакмица код куће а друга у гостима. 
| Тим #1      | Резултат             | Тим #2         |
| ----------- | -------------------- | -------------- |
| 1996.       |                      |                |
| БВПК Дрехер | 2 : 2 (0 : 0, 2 : 2) | ДВШК Епона     |
| 1996.       |                      |                |
| ФК Ујпешт   | 4 : 3 (2 : 2, 2 : 1) | Пакш АШЕ       |
| 1996.       |                      |                |
| Вац Самсунг | 3 : 2 (2 : 1, 1 : 1) | ФК Залаегерсег |
| 1996.       |                      |                |
| Кишпешт     | 6 : 4 (2 : 2, 4 : 2) | ФК Ференцварош |

## Полуфинале
Полуфиналне утакмице су игране по систему једна утакмица код куће а друга у гостима.
| Тим #1      | Резултат              | Тим #2    |
| ----------- | --------------------- | --------- |
| 1996.       |                       |           |
| БВПК Дрехер | 2 : 0 (1 : 0, 2 : 0 ) | ФК Ујпешт |
| 1996.       |                       |           |
| Вац Самсунг | 0 : 5 (0 : 3, 0 : 2)  | Кишпешт   |

## Финале
Финалне утакмице су игране по систему једна утакмица код куће а друга у гостима.
| БВПК Дрехер    | 1 : 0    | Кишпешт |
| -------------- | -------- | ------- |
| Јожеф Чаби 35’ | Извештај |         |

| Кишпешт | 2 : 0    | БВПК Дрехер                           |
| ------- | -------- | ------------------------------------- |
|         | Извештај | Атила Пирошка 84’ · Јанош Арђелан 86’ |